# Trichocneorane opima
Trichocneorane opima là một loài bọ cánh cứng trong họ Chrysomelidae. Loài này được Dejean miêu tả khoa học năm 1837.